# Banda Aceh
Banda Aceh è una città dell'Indonesia, capoluogo e centro più popoloso della provincia autonoma di Aceh, nel nord-ovest dell'isola di Sumatra.
Il nome Banda deriva dal persiano bandar (بندر) che significa "porto".

## Geografia fisica
Aceh è il nome del fiume sulla foce del quale sorge la città e che dà il nome all'intera provincia.
È la città più occidentale dell'Indonesia e la prima nel Paese ad aver accolto la religione islamica che, oltretutto, vi si è fortemente radicata ed oggi è la religione largamente maggioritaria (più del 95% della popolazione è musulmana).

## Storia

### Nino Bixio
Nino Bixio fu qui inizialmente seppellito e i mercantili italiani che battono queste rotte ancora gli rendono omaggio.

### Tsunami
Il 26 dicembre 2004 la città è stata devastata prima dal terremoto e poi dal terribile tsunami che ha investito una porzione grandissima delle coste dell'Oceano Indiano e in particolare proprio questa zona dell'isola di Sumatra, la terraferma più vicina all'epicentro.
Il terremoto fu di magnitudo 9,3 della scala Richter; a causa della sua azione combinata a quella dello tsunami, andarono totalmente distrutti il 60% degli edifici, mentre in tutta la provincia di Aceh furono più di 165.000 le persone rimaste uccise o disperse. La ricostruzione è in corso e durerà ancora molti anni.

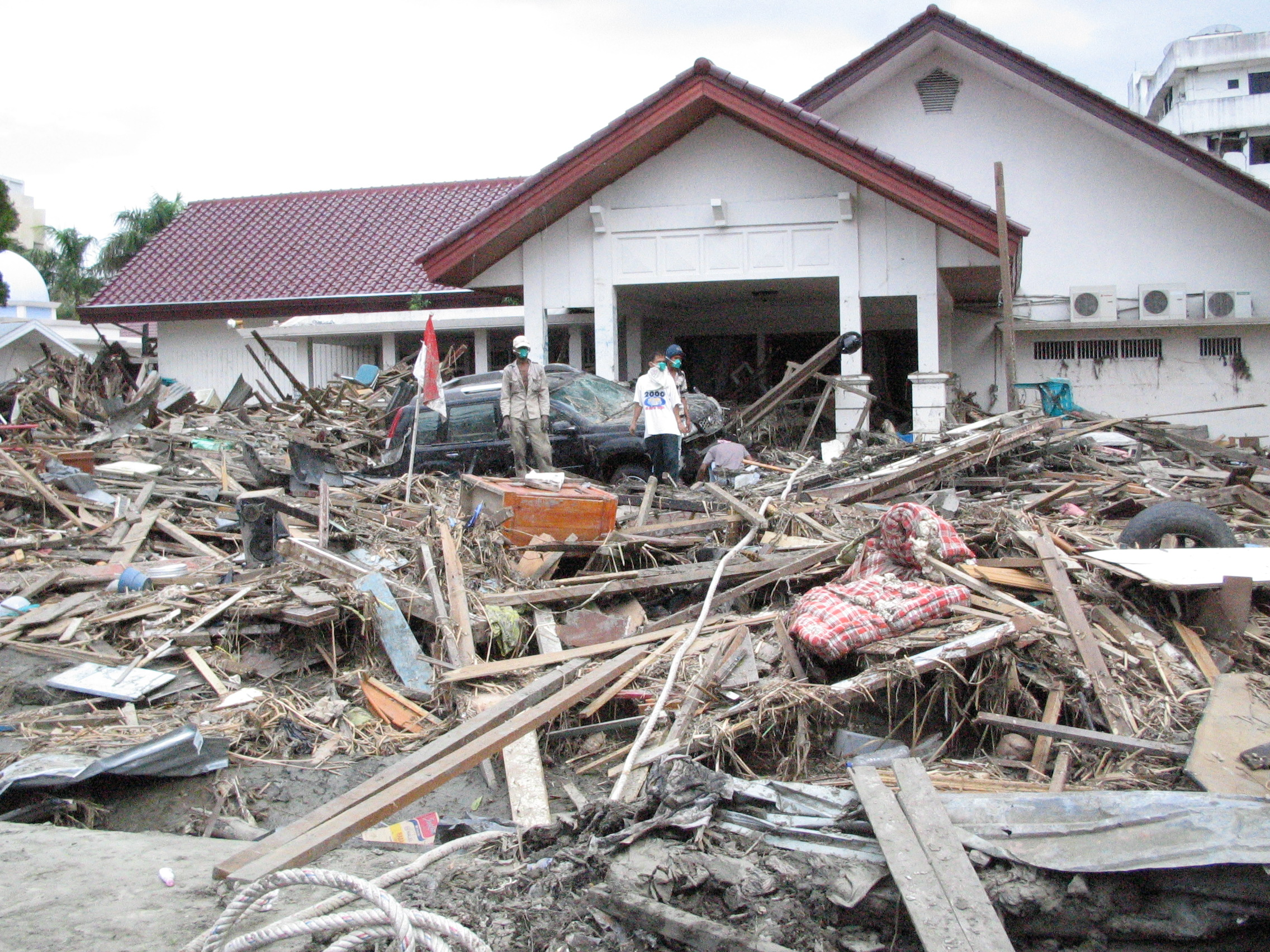
Le macerie dello tsunami del 2004 a Banda Aceh.

## Amministrazione
Banda Aceh è una città con lo status di reggenza. È suddivisa in 9 kecamatan:
- Baiturrahman
- Banda Raya
- Jaya Baru
- Kuta Alam
- Kuta Raja
- Lueng Bata
- Meuraksa
- Syiah Kuala
- Ulee Kareng

### Gemellaggi
- Samarcanda[2]
- Apeldoorn[3]